# Amon Ethir
Amon Ethir (‘colina de los espías’ en sindarin) es una colina ficticia descrita en el 
legendarium del escritor británico J. R. R. Tolkien, que aparece 
en su novela El Silmarillion.

## Etimología y significado
El nombre Amon Ethir es sindarin. Está compuesto por las palabras Amon (‘colina’) y 
Ethil, que significa ‘desembocadura’, por lo que debe cogerse et-tir que significa ('vigilar'). 

## Historia ficticia
Es una colina artificial, situada al este de las puertas de Nargothrond, en el curso alto del 
río Narog. Fue construida por los noldor, en los años de Finrod, como puesto de vigilancia. 
Se cuenta en el 'Silmarillion' que toda Nargothrond quedó oscurecida por una niebla espesa creada por Glaurung, el dragón, al sumergirse en las aguas del Narog, quedando sólo los altos de la colina despejados. Allí Mablung puso una guardia de jinetes en torno de Morwen y Nienor, pero estos intentaron huir con las damas al cambiar el viento. esto fue un fatal error, pues las nieblas asfixiantes regresaron y enloquecieron a los caballos dispersándolos.  Nienor regresó a la colina para ponerse a salvo, pero allí se encontró de cara con el dragón, que le lanzó un hechizo de olvido.
Al final de la Primera Edad, Amon Ethir, desapareció bajo las aguas del Belegaer al igual que todo Beleriand.